# Lilla Essingen
Lilla Essingen ist eine 23 Hektar große Insel im schwedischen See Mälaren und ein Ortsteil des Stockholmer Stadtbezirks Kungsholmen mit 4.831 Einwohnern (Dezember 2014). Schon 1916 wurde sie als Teil von Bromma ins Stockholmer Stadtgebiet eingegliedert. Der höchste Punkt hat eine Höhe von 26 m über dem Meer. Die Uferbereiche sind fast vollständig durch öffentlich zugängliche Fußgängerpromenaden erschlossen. 

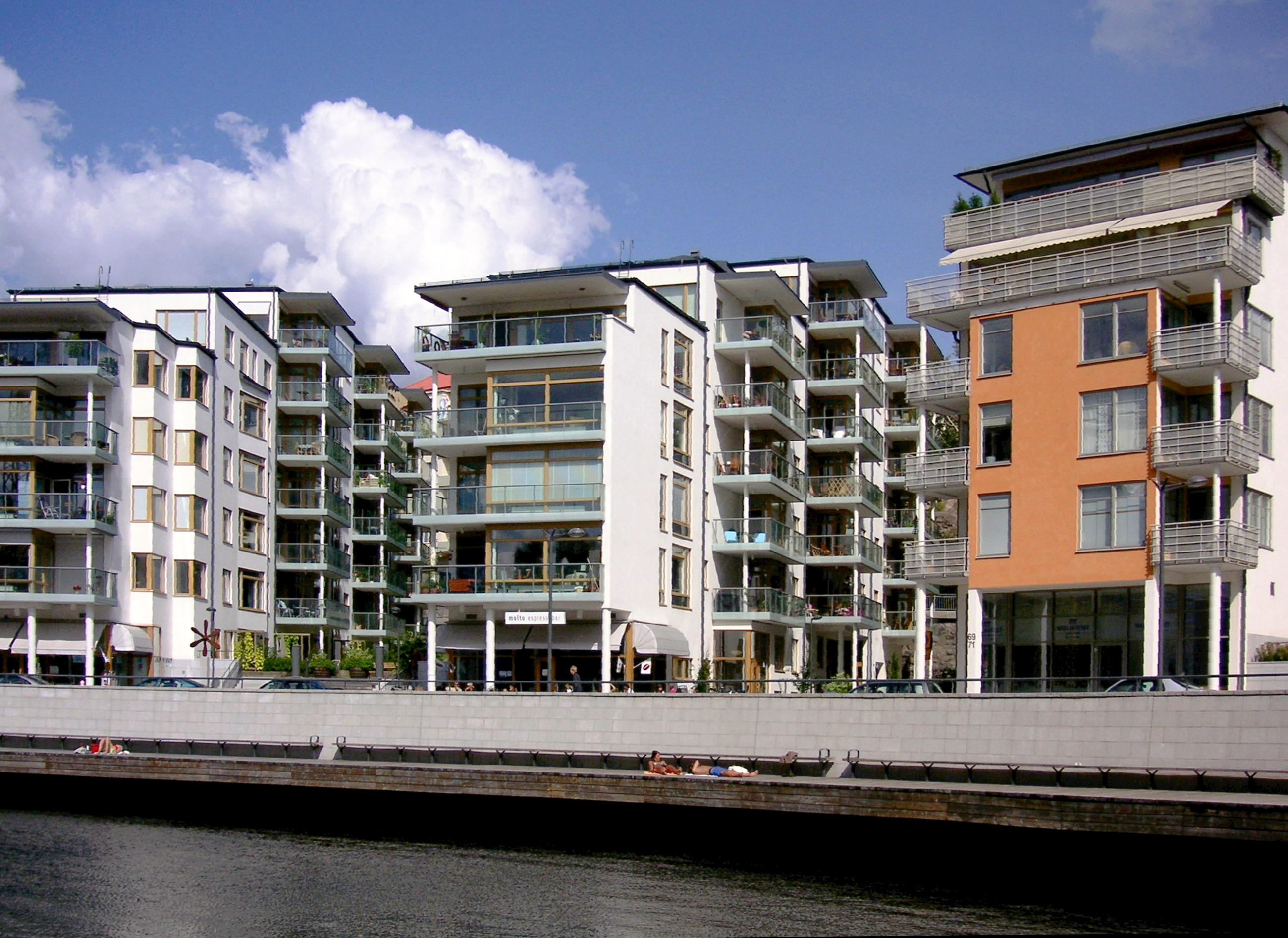
Neue Häuser auf Lilla Essingen

 Angrenzende Stockholmer Ortsteile sind Fredhäll, Marieberg, Långholmen, Gröndal und Stora Essingen.
Zum Beginn des 20. Jahrhunderts entstanden auf Lilla Essingen mehrere Sommervillen. Die meisten von diesen wurden in den 1930er Jahren abgerissen, da Platz für Mietshäuser gebraucht wurde. So erhielt die Insel einen städtischen Charakter. Schon etwas früher hatten sich zwei größere Fabriken auf der Insel etabliert: Primus (Campingkocher) und Lux (heute Lux International AG). Die Industrien wurden zum Ende des 20. Jahrhunderts stillgelegt und danach wurde das Gelände bis 2007 mit modernen Mehrfamilienhäusern bebaut.
Anfänglich war Lilla Essingen durch eine Seilfähre mit der Insel Kungsholmen verbunden. 1907 entstand an gleicher Stelle eine Betonbrücke, die 1936 durch die heutige Eisenbrücke ersetzt wurde. Seit 1966 führt die Autobahnbrücke des Essingeleden über die Insel.